# Mścibor
Mścibor – staropolskie imię męskie, złożone z dwóch członów: Mści- („mścić”) i -bor („walczyć, zmagać się”). Mogło oznaczać „tego, który mści się bojem”.
Mścibor imieniny obchodzi 10 września.